# Dingling (Ming)
Dingling (明定陵, Míngdìnglíng) är ett mausoleum där den kinesiske kejsaren Wanli tillsammans med sina två kejsarinnor Wang Xijie och Xiaojing är begravd. Dingling är en av de tretton Minggravarna i Changpingdistriktet 45 km norr om centrala Peking i Kina. Dingling är den enda kejsargraven från Mingdynastin som har öppnats.
Kejsare Wanli var Mingdynastins trettonde kejsare, och regerade från 1572 till 1620. Hans mausoleum Dingling uppfördes från 1584 till 1590 och upptar en yta av 180 000 kvadratmeter. Den som först föreslog att graven skulle grävas ut var historikern och Pekings vice borgmästare Wu Han. I maj 1956 påbörjades öppnandet av graven vilket var genomfört under ett år. Mer än 3 000 antikviteter hittades i det 1 195 kvadratmeter stora och 27 m djupa underjordiska palatset som består av fem salar av sten. 1959 öppnade Dinglingmuseet för allmänheten.
Utgrävningen av Dingling har varit ifrågasatt för att utgrävningen aldrig blev formellt godkänd och för att utgrävningsrapporten skulle vara bristfällig. Värre var att det saknades teknologi för att bevara de gravsattas kroppar, vilka snabbt förstördes efter att graven öppnats. Även kistorna där de gravsatta vilat förstördes och deras rester kastades bort. De kejserliga skeletten brändes 1966 under inledningen av Kulturrevolutionen. Misslyckandet med utgrävningen av Dingling har använts som argument mot att öppna mausoleet Qianling från Tangdynastin eller den första kejsaren Qin Shi Huangdis mausoleum.
Namnet Dingling har använts för kinesiska kejsargravar både före och efter Mingdynastin. Tangdynastins kejsare Zhongzong (död 710) är begravd i Dingling norr om Xi'an och Qingdynastins kejsare Xianfeng (död 1861) är begravd i Dingling i Östra Qinggravarna öster om Peking.

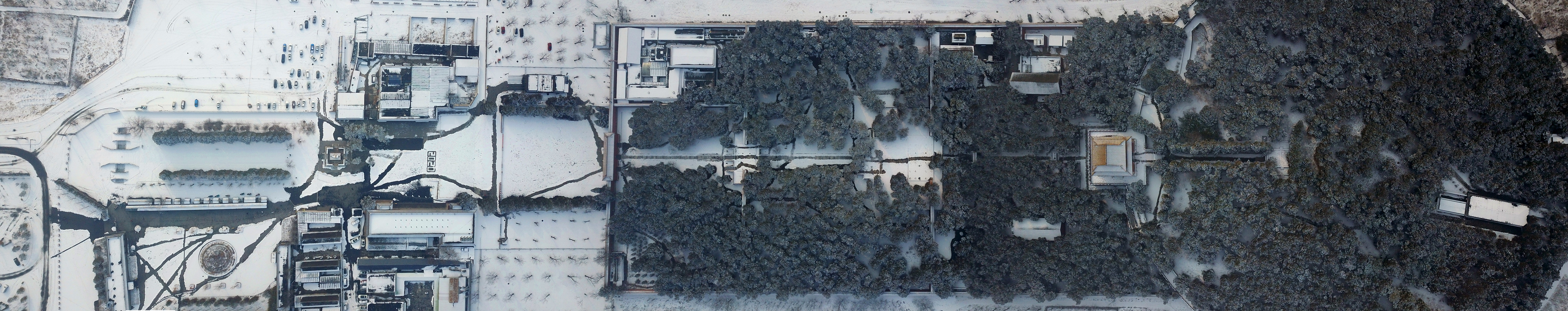
Panoramavy över gravområdet.